# Chéronée
Chéronée  (en grec ancien : Χαιρώνεια / Khairốneia, moderne : Cherónia) est une cité grecque de Béotie située entre la Phocide et l'Attique, non loin du fleuve Céphise, patrie de Plutarque.

## Histoire
Chéronée est d'abord connue sous le nom d'Arné ; mentionnée dans le Catalogue des vaisseaux, où elle est caractérisée par ses « vignes plantureuses », elle est la patrie de Ménesthios, fils du roi Aréithoos, combattant achéen pendant la guerre de Troie, et de Phyloméduse. À l'époque classique, Chéronée se trouve dans la sphère d'influence d'Orchomène, à qui elle paie tribut. Elle devient ensuite un district de Béotie. Au IVe siècle av. J.-C., elle regagne son autonomie au sein du koinon des Béotiens. L'Empire romain la reconnaît ensuite comme une cité libre.
En raison de sa position stratégique, Chéronée est le théâtre de nombreuses batailles. En 447, Athènes prend la cité avant d'être vaincue par Thèbes à Coronée. Le 2 avril 338 av. J.-C., Philippe II de Macédoine y remporte la victoire sur une coalition de cités grecques comprenant Athènes et Thèbes. Le Lion de Chéronée est érigé peu de temps après en mémoire des hommes du bataillon sacré de Thèbes qui y furent massacrés.
En 245, la Ligue étolienne affronte à Chéronée le koinon des Béotiens. Enfin, en 86 av. J.-C., le Romain Sylla y défait les armées de Mithridate VI, roi du Pont.
Le philosophe grec Plutarque est né à Chéronée.